# Batizfalva
Batizfalva (szlovákul Batizovce, németül Botzdorf) község Szlovákiában, az Eperjesi kerület Poprádi járásában.

## Fekvése
Poprádtól 10 km-re nyugatra, a Poprád folyó bal oldalán fekszik.

## Nevének eredete
Nevét alapítójáról: Botyz comesről kapta, aki a területet IV. Bélától kapta adományba.

## Története
A falut 1264-ben említi először oklevél. Alapítója Botyz comes IV. Bélától kapta adományba a „Chetene” nevű erdőséget és 1279-ben azt kiirtva betelepítette. Később a Máriássy család jobbágyfalva volt. Lakói földműveléssel, bányászattal, szénégetéssel, fenyőolaj és terpentin előállításával, gyógynövények gyűjtésével, halászattal, szövéssel, fazekassággal foglalkoztak. 1794-ben vászonfehérítője épült, téglagyára 1965-ig működött.
A 18. század végén Vályi András így ír róla: „BATISZFALVA. Botzdorf. Botisovcze. Tót falu Szepes Vármegyében, lakosai katolikusok, fekszik Gerlakfalvától nem meszsze, földes Ura Márjásy Uraság, hajdani földes Ura Gróf Botis vala a’ kinek nevezetét sokáig viselte e’ Helység, ’s az Uraságnak kastéllyaival díszeskedik, mellyeknek egyike hajdani mód szerént, az újjabb pedig díszessebb móddal építtetett. Folyó vizében kedves ízű pisztrángok vannak, termésbéli tulajdonságaira nézve Gerlachfalvához hasonlít, második Osztálybéli.”
A 19. századtól egyre jövedelmezőbbé vált a Magas-Tátrához kapcsolódó idegenforgalom kiszolgálása.
Fényes Elek 1851-ben kiadott geográfiai szótárában így ír a faluról: „Batizfalva, Botsdorf, tót falu, Szepes vmgyében, a Karpátok alatt: 95 kath., 1290 evang., 5 zsidó lak. Kath. és evang. anyaszentegyház. Kastély. Régi lakosai németek voltak s a reform. vallást követték. A helységen keresztül folyó patakban hires jóizű pisztrángokat fognak; a gyolcsszövés nagy divatban van. Erdő, legelő elég. Cserépedényei felette kapósak. – Batizfalva, Menyusfalva, Gerlachfalva helységek határait foglalta el hajdan a Chetene nevű erdő, melly a Szepességet illető oklevelekben olly gyakran előjön. Ezen erdőt IV. Béla 1264-ben Botyz grófnak (Galla gróf unokájának), a virágzó Márjássy nemzetség ősatyjának ajándékozta. Ugyanis ő volt megmentője a fiatal István királynak a marchfeldi véres ütközetben, s ő vitte meg a szerencsés hirt atyjának IV. Bélának. Ut. p. Lucsivna.”
A trianoni diktátumig Szepes vármegye Szepesszombati járásához tartozott.
1934-től, amikor a szomszédos Szvitben felépült az első gyár, a batizfalviak az iparban is elkezdtek dolgozni.

## Népessége
| Év:            | 1994. | 2004.    | 2014. | 2024.    |
| -------------- | ----- | -------- | ----- | -------- |
| Emberek száma: | 1846  | 2130     | 2343  | 2587     |
| Eltérés:       |       | +15,38 % | +10 % | +10,41 % |

| Év:            | 2023. | 2024.   |
| -------------- | ----- | ------- |
| Emberek száma: | 2568  | 2587    |
| Eltérés:       |       | +0,73 % |

1910-ben 793, túlnyomórészt szlovák anyanyelvű lakosa volt.
2011-ben 2322 lakosából 1984 szlovák volt.
2021-ben 2457 lakosából 1 (+1) magyar, 70 (+52) cigány, 4 (+7) ruszin, 2212 (+35) szlovák, 16 (+4) egyéb és 154 ismeretlen nemzetiségű volt.

## Neves személyek
- Itt született 1666-ban Radvánszky János, II. Rákóczi Ferenc tanácsosa, költő és naplóíró, evangélikus egyházkerületi felügyelő.
- Itt született 1776-ban Kanka Dániel, a bécsi protestáns teológiai intézet tanára.
- Itt született 1840-ben Dianiska András evangélikus lelkész.
- Itt hunyt el 1863-ban Dianiska Dániel evangélikus lelkész, költő.
- Itt hunyt el 1930-ban Adriányi-Borcsányi Jolán hegymászó.
- Itt szolgált id. Buchholtz György evangélikus lelkész.

## Látnivalók
- Mindenszentek temploma a 13. század közepén épült román stílusban, később többször átépítették, mai formájában barokk stílusú.
- Evangélikus temploma 1791-ben épült, különálló harangtornya van.
- Két kastélya közül a régebbi 16. századi reneszánsz eredetű, az újabb 1756-ban épült barokk stílusban.

## Képek

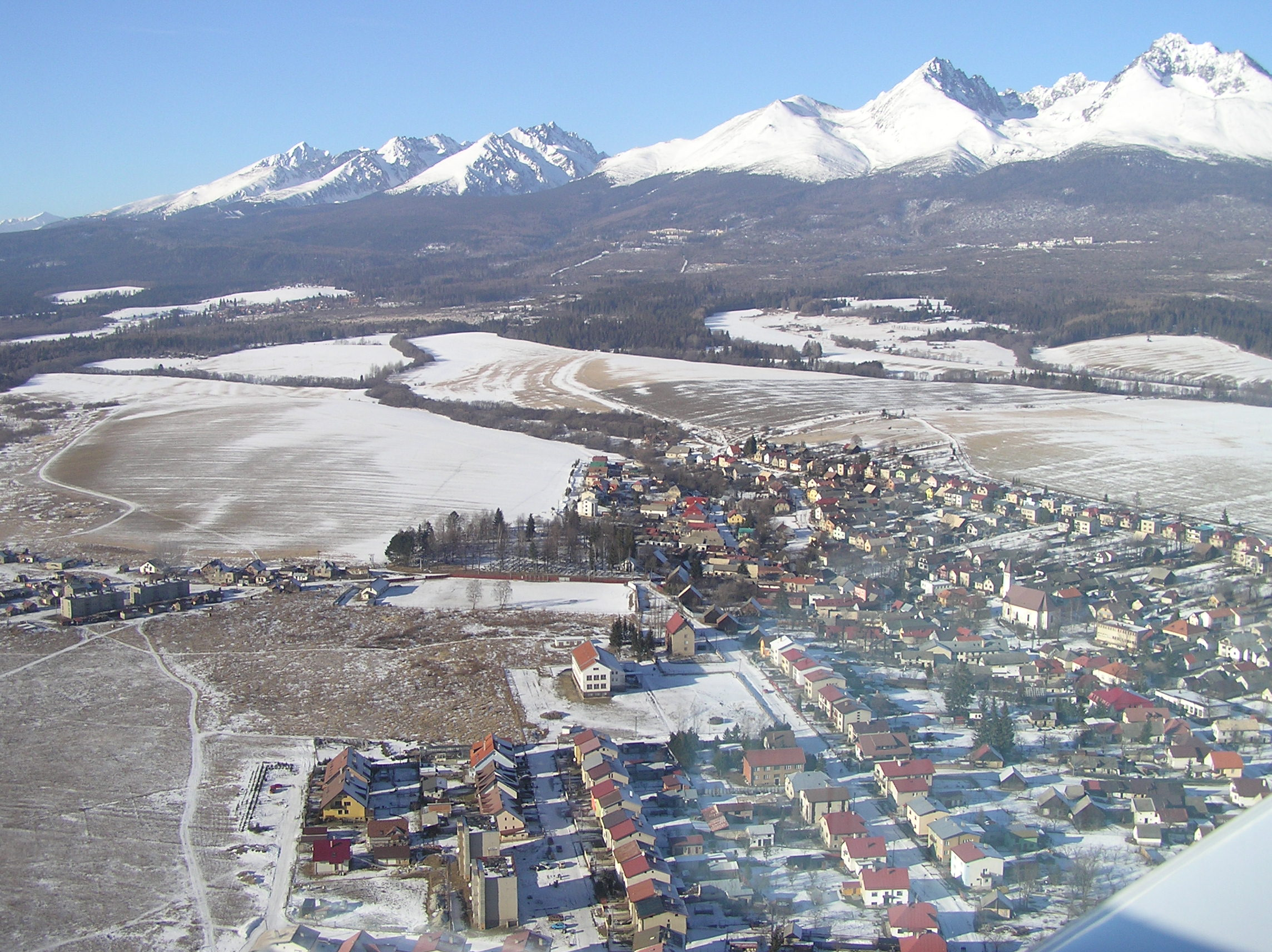
Batizfalva a Magas-Tátra alatt télen...
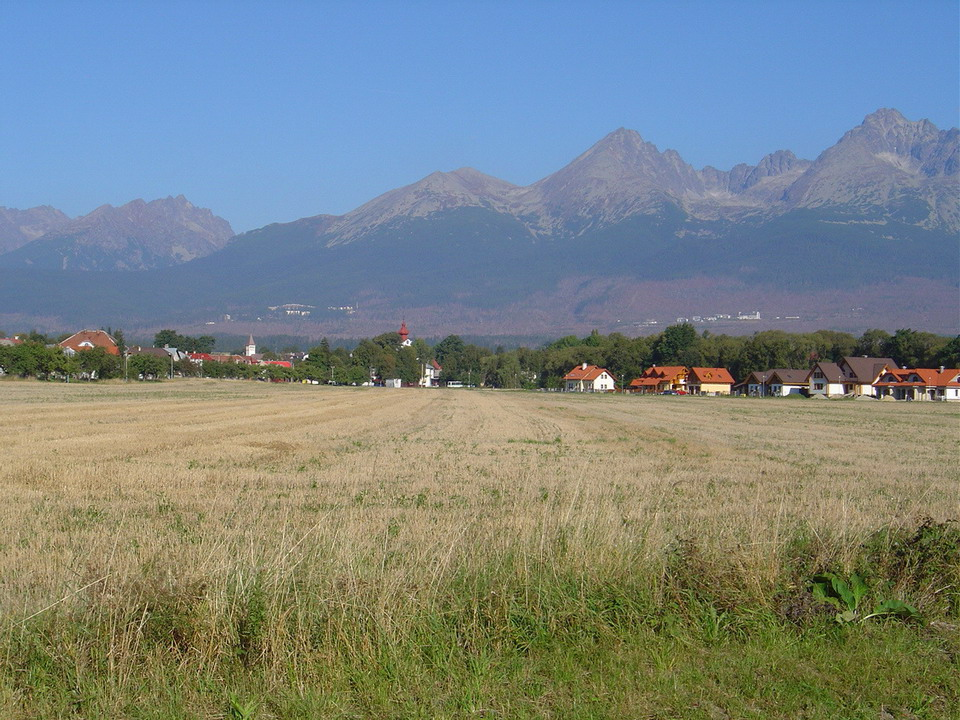
...és nyáron
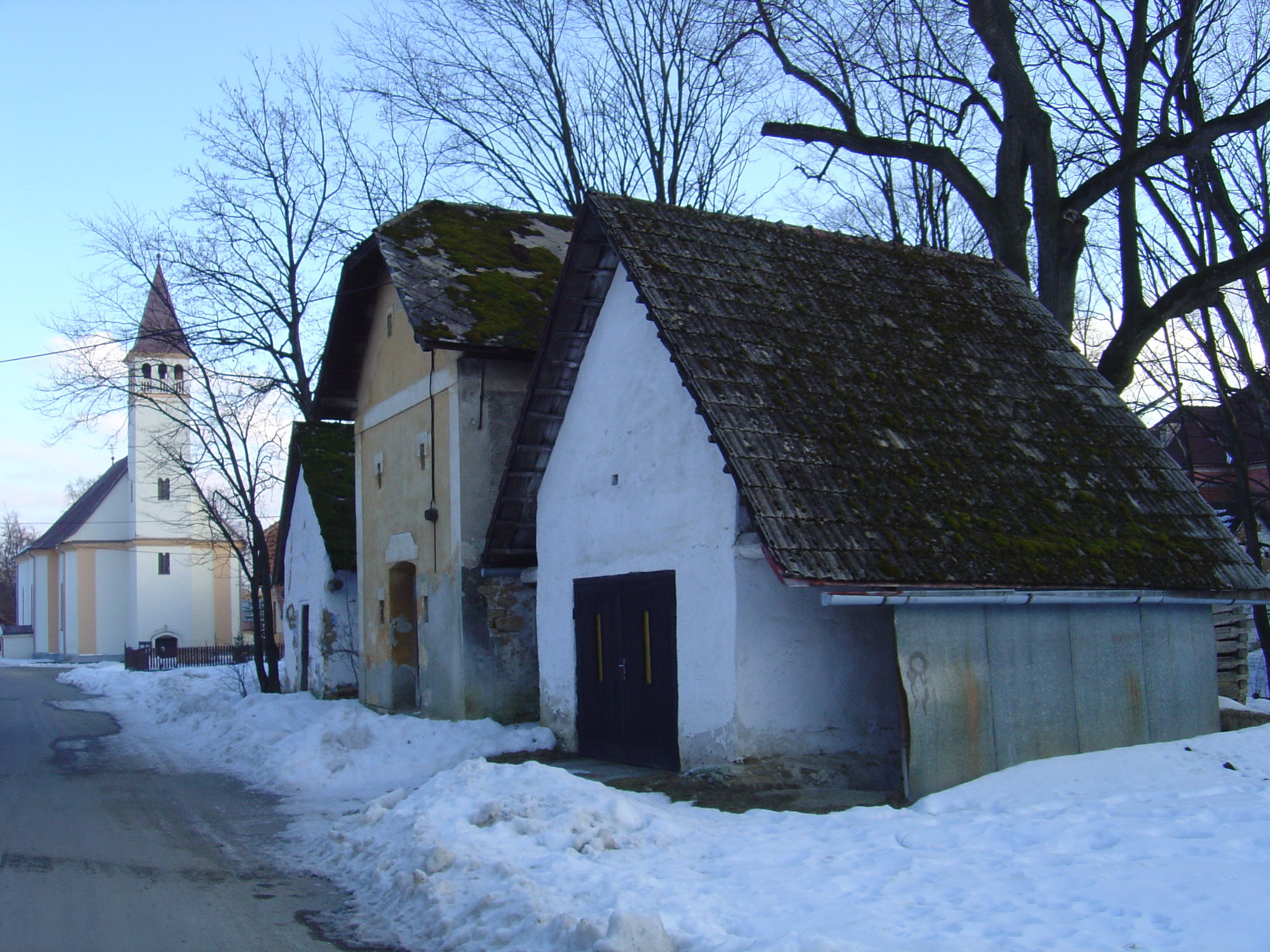
Az evangélikus templom és néhány öreg pince